# Аджанта
Аджанта или Пещерите на Аджанта (деванагари: अजिंठा लेणी) е будистки храмово-манастирски пещерен комплекс в щата Махаращра, Индия.
През 1983 г. е обявен от ЮНЕСКО за обект на световното културно наследство и е под защита.
Има форма на подкова с 30 пещери, издълбани в скали, с колони, скални релефи, живопис и статуи на Буда. Те разкриват много от митовете и легендите на будистката митология и показват обществения живот в неговото разнообразие.
Храмовете са изсечени в скалите в продължение на няколко столетия – от III до VII век. Най-интензивното строителство е проведено в V век (462 – 483 г.). В това време са създадени най-съвършените образци на скулптурата и живописта на Аджанта.
В XIII век будизмът губи своето значение и монасите постепенно напускат манастира. В резултат пещерите обрасват с растителност и остават скрити. На 28 април 1819 година британският офицер Джон Смит случайно открива входа на пещера (с днешен номер 10). Той изследва пещерата и оставя името си върху колона заедно с датата, на която я открива. Макар и избледнял, този надпис може да се види и днес. По онова време в пещерите живеят само птици и прилепи, но скоро след откритието са разчистени и възстановени в предишния си вид.